# Kasachischer Fußballpokal 2004
Der Kasachische Fußballpokal 2004 war die 13. Austragung des Pokalwettbewerbs im Fußball in Kasachstan. Pokalsieger wurde der FK Taras, der sich im Finale gegen Titelverteidiger FK Qairat Almaty durchsetzte.
Wegen fehlender Lizenzen nahm kein Verein am UEFA-Pokal 2005/06 teil.

## Modus
In den ersten drei Runden und im Finale wurde der Sieger in einem Spiel ermittelt. Stand es nach der regulären Spielzeit von 90 Minuten unentschieden, kam es zur Verlängerung von zweimal 15 Minuten und falls danach immer noch kein Sieger feststand zum Elfmeterschießen.
Im Viertel- und Halbfinale wurde der Sieger in Hin- und Rückspiel ermittelt. Bei Torgleichheit entschied zunächst die Anzahl der auswärts erzielten Tore, danach eine Verlängerung und schließlich das Elfmeterschießen.

## 1. Runde
| Datum      |                              | Ergebnis              |                            |
| ---------- | ---------------------------- | --------------------- | -------------------------- |
| 16.05.2004 | Jessil-Bogatyr Petropawl B   | 2:0                   | Torghay Arqalyq            |
| 16.05.2004 | FK Üsch-Qongyr               | 0:3                   | Gornjak FK Chromtau        |
| 16.05.2004 | Schachtjor-Junost Qaraghandy | 0:2                   | Batyr Ekibastus            |
| 16.05.2004 | Semei Semipalatinsk B        | 3:0                   | Schetissu Taldyqorghan B   |
| 16.05.2004 | FK Qaisar-Schas Qysylorda    | 2:1 n. V.             | Schambyl Taras             |
| 16.05.2004 | Ertis Pawlodar B             | 9:0                   | Chimik Stepnogorsk         |
| 16.05.2004 | Kaspij Aqtau                 | 2:3                   | Schelesnodoroschnik Almaty |
| 16.05.2004 | AI Universität Türkistan     | 2:3 n. V.             | FK Aqtöbe-Schas            |
| 16.05.2004 | FK Arys                      | 2:3                   | Munaily Atyrau             |
| 16.05.2004 | Aqschajyq Oral B             | 1:2                   | Ordabassy Schymkent B      |
| 16.05.2004 | Eurasia Astana               | 3:3 n. V. (0:3 i. E.) | Bolat-ZSKA Termirtau       |
| 16.05.2004 | Energetik Pawlodar           | 2:2 n. V. (3:5 i. E.) | Wostok Öskemen B           |

## 2. Runde
| Datum      |                            | Ergebnis              |                        |
| ---------- | -------------------------- | --------------------- | ---------------------- |
| 29.06.2004 | Batyr Ekibastus            | 0:2                   | Schetissu Taldyqorghan |
| 29.06.2004 | Semei Semipalatinsk        | 0:2                   | Wostok Öskemen         |
| 29.06.2004 | Schelesnodoroschnik Almaty | 3:0                   | Aqschajyq Oral         |
| 29.06.2004 | Jessil-Bogatyr Petropawl B | 0:3                   | FK Almaty              |
| 29.06.2004 | Ordabassy Schymkent B      | 3:2                   | Jassi Sayram           |
| 29.06.2004 | FK Qaisar-Schas Qysylorda  | 4:0                   | Semei Semipalatinsk B  |
| 30.06.2004 | Jessil-Bogatyr Petropawl   | 2:0                   | Gornjak FK Chromtau    |
| 30.06.2004 | Wostok Öskemen B           | 2:1                   | Ordabassy Schymkent    |
| 30.06.2004 | Tobol Qostanai             | 2:3 n. V.             | FK Aqtöbe-Lento        |
| 30.06.2004 | FK Qairat Almaty           | 2:1                   | Schachtjor Qaraghandy  |
| 30.06.2004 | Oqschetpes Kökschetau      | 3:0                   | Zesna Almaty B         |
| 30.06.2004 | Qaisar Qysylorda           | 1 0:3 1               | FK Aqtöbe-Schas        |
| 30.06.2004 | FK Ekibastus               | 2:1 n. V.             | Ertis Pawlodar B       |
| 30.06.2004 | Bolat-ZSKA Termirtau       | 0:1                   | Schenis Astana         |
| 30.06.2004 | FK Taras                   | 0:0 n. V. (6:5 i. E.) | Ertis Pawlodar         |
| 01.07.2004 | FK Atyrau                  | 2:1                   | Munaily Atyrau         |

## Achtelfinale
| Datum      |                            | Ergebnis  |                          |
| ---------- | -------------------------- | --------- | ------------------------ |
| 04.07.2004 | Schenis Astana             | 2:1       | FK Ekibastus             |
| 04.07.2004 | Wostok Öskemen B           | 0:2       | Schetissu Taldyqorghan   |
| 04.07.2004 | FK Taras                   | 9:1       | FK Aqtöbe-Schas          |
| 04.07.2004 | FK Atyrau                  | 4:2       | Oqschetpes Kökschetau    |
| 04.07.2004 | FK Aqtöbe-Lento            | 3:1       | Jessil-Bogatyr Petropawl |
| 04.07.2004 | FK Almaty                  | 2:5       | FK Qairat Almaty         |
| 09.07.2004 | Schelesnodoroschnik Almaty | 1:0 n. V. | Ordabassy Schymkent      |
| 09.07.2004 | FK Qaisar-Schas Qysylorda  | 1:2       | Wostok Öskemen B         |

## Viertelfinale
| Datum             |                            | Gesamt |                  | Hinspiel | Rückspiel |
| ----------------- | -------------------------- | ------ | ---------------- | -------- | --------- |
| 25.07./19.09.2004 | Schetissu Taldyqorghan     | 2:5    | Schenis Astana   | 2:1      | 0:4       |
| 25.07./19.09.2004 | Schelesnodoroschnik Almaty | 0:5    | FK Atyrau        | 0:3      | 0:2       |
| 25.07./19.09.2004 | Wostok Öskemen B           | 0:9    | FK Qairat Almaty | 0:5      | 0:4       |
| 25.07./19.09.2004 | FK Aqtöbe-Lento            | 2:3    | FK Taras         | 2:1      | 0:2       |

## Halbfinale
| Datum             |                | Gesamt |                  | Hinspiel | Rückspiel |
| ----------------- | -------------- | ------ | ---------------- | -------- | --------- |
| 26.10./06.11.2004 | Schenis Astana | 3:4    | FK Qairat Almaty | 1:1      | 2:3       |
| 26.10./06.11.2004 | FK Atyrau      | 1:3    | FK Taras         | 1:0      | 0:3       |

## Finale
| Paarung          | FK Taras – FK Qairat Almaty |
| Ergebnis         | 1:0 (1:0) |
| Datum            | 11. November 2004 |
| Stadion          | Zentralstadion, Almaty |
| Zuschauer        | 12.500 |
| Schiedsrichter   | Isagali Bakbergen |
| Tore             | 1:0 Nurken Masbajew (44.) |
| FK Taras         | Sergei Stepanenko – Juri Bordolimow, Petr Anisim, Nurmat Mursabajew, Juri Magdijew – Asamat Nijasymbetow, Wilati Uschakow, Aschat Borantajew, Wýaçeslaw Krendelew (85. Oleh Motschuljak) – Alexander Motschinow, Nurken Masbajew (72. Oleg Tarassow) Cheftrainer: Juri Konkow              |
| FK Qairat Almaty | Ilja Jurow – Qatar Otabajew (55. Әli Әlijew), Renat Abdulin, Samat Smaqow, Witali Artemow – Andrei Karpowitsch, Waleri Lichobabenko, Andrei Bogomolow (74. Jewgeni Lowtschew), Ulyqbek Assanbajew (78. Arsen Tlechugow) – Jafar Irismetov, Älibek Böleschew Cheftrainer: Alexei Petruschin |
| Gelbe Karten     | keine – Jafar Irismetov, Qatar Otabajew, Witali Artemow |